# AndRail
AndRail - Plataforma pel Ferrocarril a Andorra és una associació andorrana fundada al desembre de 2020 amb l'objectiu d'impulsar l'implantació del ferrocarril al Principat d'Andorra.

## Història
AndRail es funda a finals de 2020 per part un grup heterogeni de persones provinents de projectes de ferrocarril, treballadors del sector, entitats de defensa del medi ambient, i política juvenil amb la finalitat d'impulsar i promocionar la construcció d'un enllaç ferroviari al Principat d'Andorra, el qual defensen com a "millor solució de mobilitat pel país". La plataforma argumenta que el tren és millor opció argumentat que és un mitjà més sostenible, d'alta capacitat, més segur, i viable, en línia amb les polítiques de descarbonització del transport i turisme de natura d'Andorra. Des de la fundació de la plataforma, Sebastià Mijares i Verdú n'és el portaveu.
Des de la seva fundació, AndRail ha mantingut reunions amb nombroses entitats socials i polítiques, com Promoció del Transport Públic, la Confederació Empresarial Andorrana, la Cambra de Comerç d'Andorra, Liberals d'Andorra, el Partit Socialdemòcrata o la Coordinació de Rodalies de Catalunya.
En un primer moment, AndRail declarà que hi havia dues vessants per a l'arribada del ferrocarril a Andorra: un ramal entre Alp i Sant Julià de Lòria, o un túnel des de L'Hospitalet-près-l'Andorre. No obstant, actualment en considera també un enllaç amb la xarxa d'alta velocitat espanyola a Lleida com una tercera opció.
Arrel de la controvèrsia amb el projecte d'aeroport a Grau Roig de la Cambra de Comerç d'Andorra, AndRail va emetre un comunicat el 17 de març de 2021 en que manifestava "dubtes tècnics, econòmics i mediambientals" en vers al projecte.
El 7 d'abril de 2021, el Govern d'Andorra va treure a concurs un estudi sobre la mobilitat citant explícitament el ferrocarril com a mitjà d'interès. Així mateix, la Generalitat de Catalunya ha realitzat també estudis sobre l'enllaç ferroviari amb el Principat d'Andorra.

## Antecedents
Article principal: Transport per ferrocarril d'Andorra
El ferrocarril a Andorra no hi és present, si bé existeixen reivindicacions i estudis tant recents com històrics, per fer-hi arribar la línia de ferrocarril de Puigcerdà o interconnectar aquesta mitjançant un traçat per l'eix del Segre amb la línia de ferrocarril de la Pobla de Segur passant per la Seu d'Urgell, des d'on es planteja una antena ferroviària fins al Principat. A ambdós casos cal perforar un túnel de llarga longitud (20 km al primer entre Andorra i l'actual estació de Porta i uns 23 km al segon cas per salvar el Port del Compte). A nivell nacional, s'han realitzat estudis des de finals dels anys 1990 per a un anomenat metro aeri de tipus monorail en altura paral·lel al riu Valira, aprofitant la seva -malauradament sovint escassa o nul·la- zona de servitud com a transport públic tant interurbà, com urbà a la conurbació central Andorra-la-Vella / Les Escaldes-Engordany.
L'estació de ferrocarril més propera al Principat és l'anomenada gare internationale Andorre - l'Hospitalet a l'Ospitalet, municipi francès a la frontera amb Andorra, l'accés al qual té un considerable cost generalitzat del transport.
Són diverses les trobades entres governs andorrans i catalans i governs andorrans i espanyols en les quals s'ha parlat de la connexió ferroviària entre Catalunya i Andorra. Josep-Lluís Carod-Rovira (llavors conseller de la Vicepresidència) es va comprometre l'any 2007 a encomanar un estudi per determinar per on hauria de passar la connexió ferroviària, ja sigui allargar la línia d'Adif o la de FGC. En aquell mateix moment El govern andorrà també tenia converses amb el govern francès per millorar la línia existent que passa per l'Ospitalet, a la frontera amb Andorra. Al maig de 2011 tots els grups del Parlament de Catalunya van votar a favor una moció d'ERC que instava al govern de la Generalitat a iniciar els tràmits per prolongar la línia de Lleida a la Pobla.

### Ferrocarril Barcelona-Andorra
Els consells comarcals d'Osona, el Ripollès, la Cerdanya i l'Alt Urgell van defensar l'any 2008 juntament amb el Govern d'Andorra (liderat llavors per Albert Pintat) el perllongament de la línia Barcelona-Puigcerdà fins a Andorra passant per la Seu d'Urgell, ja sigui amb una connexió des de Puigcerdà o amb un ramal que partís des de Toses. Aquesta obra augmentaria en 110.000 el nombre potencial d'usuaris de la línia ja existent.
Aquesta línia és propietat d'Adif, que depèn del Ministeri de Foment d'Espanya.
El 2019, Sebastià Mijares i Verdú va presentar una proposta detallada sobre un ramal entre l'estació d'Urtx-Alp i Sant Julià de Lòria. Aquesta va avaluar la inversió en infraestructura en uns 230M€, i plantejava que hi circulessin serveis semidirectes entre Andorra i Barcelona, via el Ramal de les Aigües, reduint el temps de viatge fins a les 2h 45m, així com serveis de mercaderies. El 2022 la Generalitat de Catalunya va iniciar estudis sobre aquest projecte.

### Ferrocarril Lleida-Andorra
Article principal: Línia Lleida - la Pobla de Segur
La Diputació de Lleida va encarregar un estudi per perllongar la línia de Lleida a la Pobla de Segur fins a la Seu d'Urgell, un perllongament d'uns 55 quilòmetres de longitud. Al maig de 2011 tots els grups del Parlament de Catalunya van votar a favor una moció d'ERC que instava al govern de la Generalitat a iniciar els tràmits per prolongar la línia de Lleida a la Pobla fins a la Seu, pas previ a una connexió posterior amb Andorra que necessitaria el beneplàcit del Govern d'Espanya en ser una connexió internacional.
Aquesta línia és propietat de FGC que depèn del Departament de Territori i Sostenibilitat de la Generalitat de Catalunya.

### Ferrocarril a l'Eix del Segre
L'any 2008 els ministres de Foment d'Espanya i d'Ordenament Territorial d'Andorra, Magdalena Álvarez i Xavier Jordana, es van reunir per parlar dels accesos al Principat. Jordana va demanar que es valorés un perllongament de la línia d'alta velocitat Madrid-Barcelona des de Lleida fins a la Seu d'Urgell.
Ambdós ministres van parlar de les dues opcions ja esmentades i Jordana va demanar la revisió del Pla Estratègic d'Infraestructures del Transport (PEIT) per valorar la viabilitat d'aquesta línia que el govern va proposar per l'eix del riu Segre a les comarques catalanes.